# 키리바시의 재외공관 목록

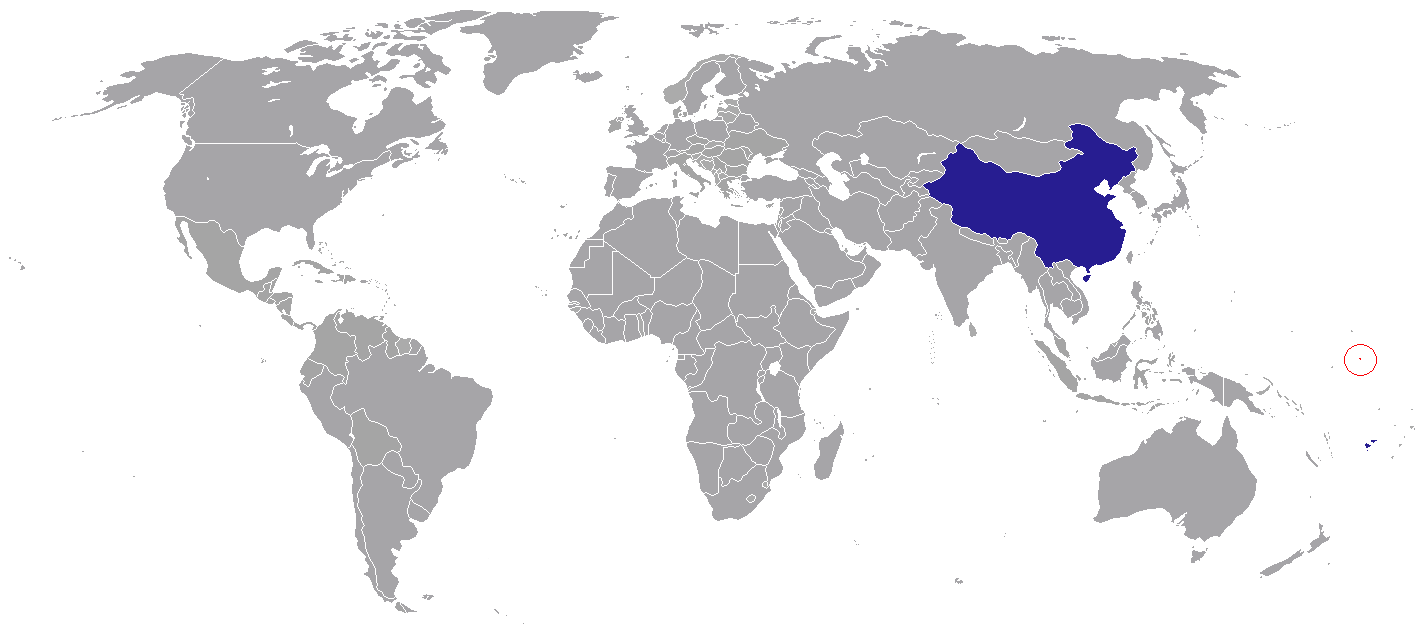
각국에 설치된 키리바시의 재외공관들

키리바시의 재외공관 목록은 키리바시 주재 대사관과 고등판무관 사무소를 각국에 상주시켜 놓는 것을 의미하며, 키리바시의 재외공관을 나열한 목록이다.

## 아시아
- 중화인민공화국 : 베이징시 (대사관)

## 오세아니아
- 피지 : 수바 (고등판무관 사무소)

## 대표부
- UN 키리바시 정부 대표부 : 뉴욕

## 같이 보기
- 키리바시 주재 외국공관 목록